# The Getaway (singel)
The Getaway – piosenka popowo-rockowa napisana przez Juliana Bunetta i Jamesa Michaela na trzeci album Hilary Duff Hilary Duff (2004). Singel został wydany jako radiowy w Stanach Zjednoczonych pod koniec listopada 2004 i w Kanadzie pod koniec stycznia 2005. Zgodnie z Radio & Records Canada w pierwszym tygodniu nadawania piosenki w nowoczesnych radiach była ona grana częściej od każdej innej i została jedną z najczęściej granych piosenek roku w radio stacjach Mix 96. Teledysk do singla nie został nakręcony. W lutym 2005 popdirt.com doniósł, że wydanie płyty CD z „The Getaway” było zaplanowane na styczeń, ale zostało zawieszone po tym, gdy sprzedaż Hilary Duff „niespodziewanie spadła”.